# 土佐光吉

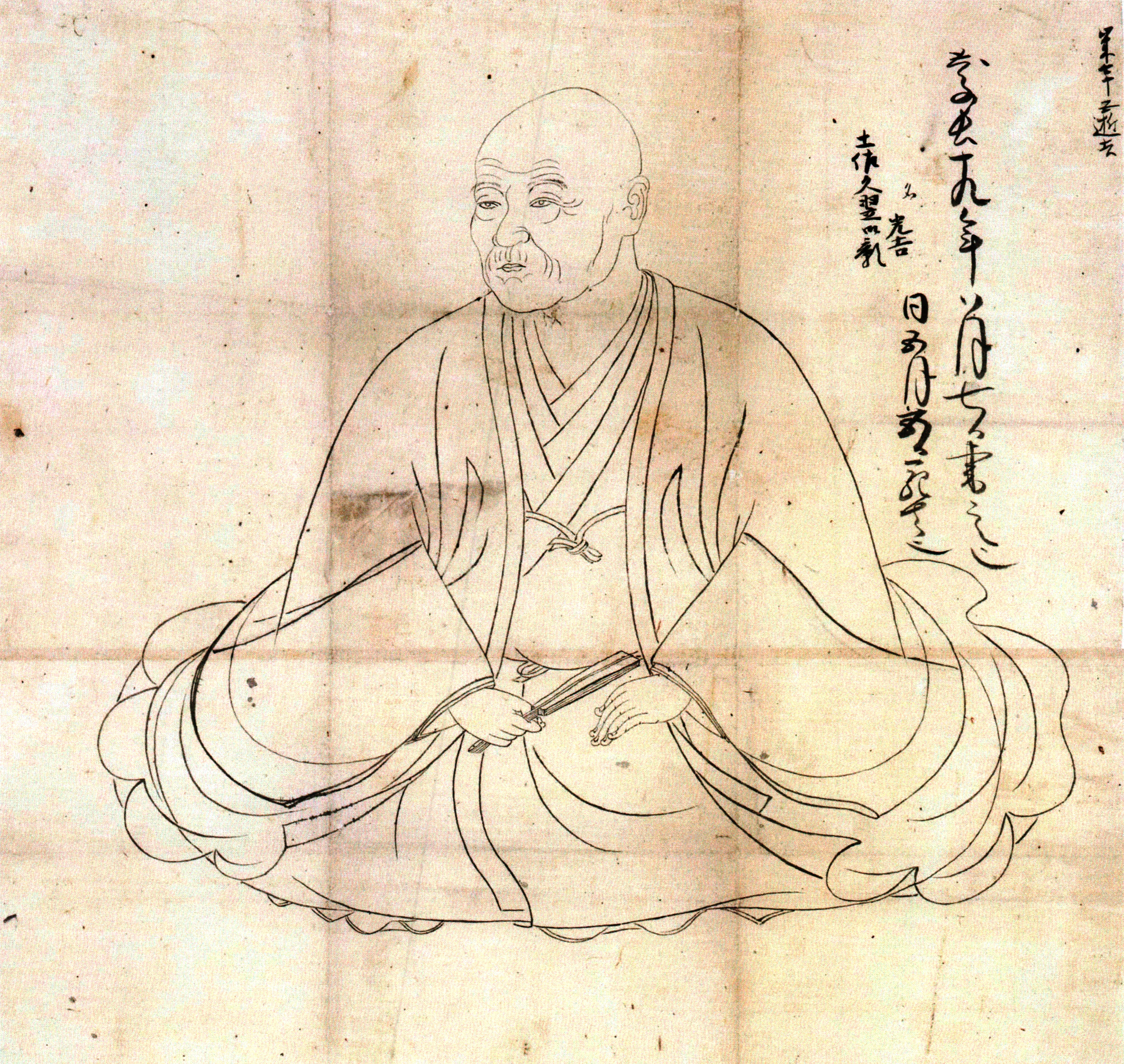
土佐光吉像
（京都市立芸術大学芸術資料館蔵）

土佐 光吉（とさ みつよし、天文8年〈1539年〉 - 慶長18年5月5日〈1613年6月22日〉）は、室町時代から安土桃山時代の大和絵土佐派の絵師。子に土佐光則。住吉如慶は子とされることもあるが、弟子説が有力。官位は従五位下・左近衛将監。

## 経歴
土佐光茂の次子と言われるが、実際は門人で玄二（源二）と称した人物と考えられる。師光茂の跡取り土佐光元が木下秀吉の但馬攻めに加わり、出陣中戦没してしまう。そのため光吉は、光元に代わって光茂から遺児3人の養育を託され、土佐家累代の絵手本や知行地、証文などを譲り受けたとみられる。以後、光吉は剃髪し久翌（休翌）と号し、狩野永徳や狩野山楽らから上洛を促されつつも、終生堺で活動した。堺に移居した理由は、近くの和泉国上神谷に絵所預の所領があり、今井宗久をはじめとする町衆との繋がりがあったことなどが考えられる。光元の遺児のその後は分からないが、光元の娘を狩野光信に嫁がせている。

## 作風
光吉は、中世から近世へ大和絵を橋渡しする役割を担った。伝世作には、桃山という時代精神を反映した、それまでの土佐派の絵師には見られないスケールの大きさと装飾性はあるけれども、同時代の絵師と比べると、土佐派の伝統と様式を重んじた保守的な作風は、新興勢力の好みとは合わず、腕をふるうのに十分な機会や条件を与えられなかったと考えられる。しかし、研究の進展で多くはないとされた光吉の作品が次々と発見され、しかもそれらは屏風や襖絵などの大作などが多く、光吉が桃山時代に流行した金碧障壁画の一翼を担っていたことが明らかとなった。また、譲られた粉本類を元に有職故実や古典解釈を踏まえた新たな大和絵の図様を生み出し、土佐派のみならず、狩野派や琳派、民間の町絵師たちにも普及していった。
現存する作品は、源氏物語を題材とする絵が多い。光吉には、土佐一得、光純、光明、光葛、光益、光継など多くの弟子がおり、大作や細密画をこなすため工房制作を行ったと思われるが、詳しいことはよく分からない。

## 代表作

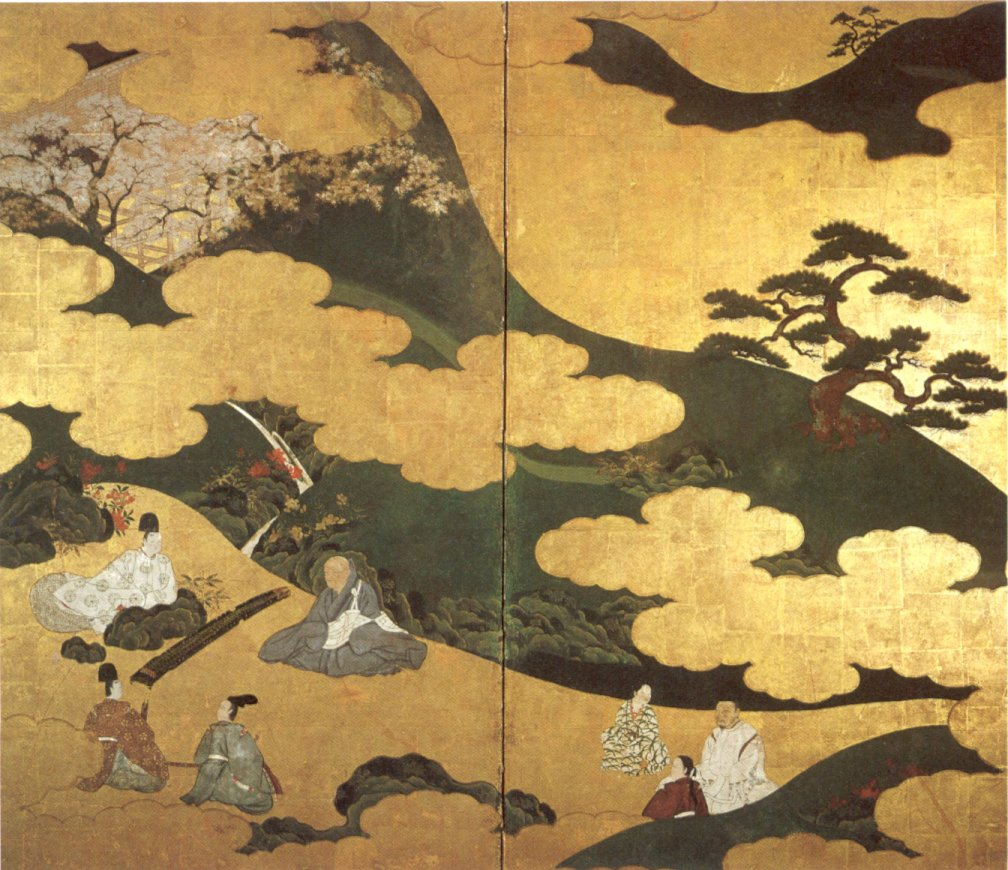
土佐光吉「源氏物語図屏風」二曲一双（ホノルル美術館蔵）

- 源氏物語手鑑 （和泉市久保惣記念美術館） 1帖80面 1612年（慶長17年）重要文化財（2013年指定）
- 源氏物語画帖[1] （京都国立博物館） 紙本著色 27図 1613年（慶長18年）頃 重要文化財（2013年指定）。製作途中に光吉が亡くなったらしく後半は弟子とみられる長次郎の筆になる。
  - 以上2点は確実に光吉の作品で、基準作として重要。
- 十二ケ月風俗画帖 （山口蓬春記念館） 紙本著色 画帖12図 重要文化財 伝土佐光吉。戦後の混乱期に売りに出され、海外流出を危惧した蓬春が無理算段の買い物をして入手した作品。
- 源氏物語図色紙 （石山寺）紙本著色 12面
- 曽我物語図屏風[2] （鳥取市・渡辺美術館） 紙本金地著色 六曲一双 無款だが、人物描写やモチーフの表現から光吉の作と考えられる。また、画中の人物たちが纏っている服飾の意匠は、室町時代末から桃山時代前半流行したデザインであり、16世紀後半に描かれた光吉の初期作だと推測できる[3]。
- 源氏物語図屏風[4] （関屋・御幸・浮舟） （メトロポリタン美術館） 紙本著色 四曲一双
- 源氏物語図屏風「胡蝶」 （ニューヨーク・バーク・コレクション） 紙本金地著色 六曲一隻
- 漂澪図屏風 （大倉集古館） 六曲一隻
- 賢木図屏風 （個人蔵） 紙本著色 二曲一双
- 明石・蓬生図屏風 （東京国立博物館） 紙本著色 六曲一双
- 若菜・帚木図屏風 （フリーア美術館） 六曲一双
- 源氏物語図屏風 （個人蔵） 二曲一双
- 源氏物語図屏風[5] （京都国立博物館） 紙本金地著色 六曲一隻
- 源氏物語図屏風 （個人蔵） 六曲一双
- 帚木図屏風 （個人蔵） 六曲一隻
- 足利義輝像 （「土佐派絵画資料」のうち 京都市立芸術大学芸術資料館） 紙本墨画 1枚 永禄10年（1567年）5月
  - 国立歴史民俗博物館本（策彦周良賛、天正5年（1577年）、重要文化財）と、真正極楽寺本はこれを粉本として制作された。歴博本は、装束の洗練された色彩と薄物の巧みな表現技法から光吉筆の可能性があるが、真正極楽寺本は小袖の文様の順序に違いが有るなど細部が異なり、写本を思わせるような鈍さがあるので、光吉が描いたとは言いきれない。
- 足利義輝像（国立歴史民俗博物館蔵） 絹本著色 天正5年（1577年） 重要文化財
- 足利義輝像（真正極楽寺像）
- 足利義輝像（光源院蔵） 絹本著色 1560年代と推定
- 三好義継像（京都市立芸術大学芸術資料館蔵）
- 松に秋草図 （山種美術館） 紙本金地著色 二曲一隻
  - 光吉作と言われるがそれを示す落款などはなく、なぜそう呼ばれるようになったかは不明。松の大木を中央左に描き、桃山時代に特徴的な巨木表現が大和絵にまで及んだ興味深い作例。沢庵宗彭が和歌を書いている。
- 関ヶ原合戦図屏風 （大阪歴史博物館） 八曲一双

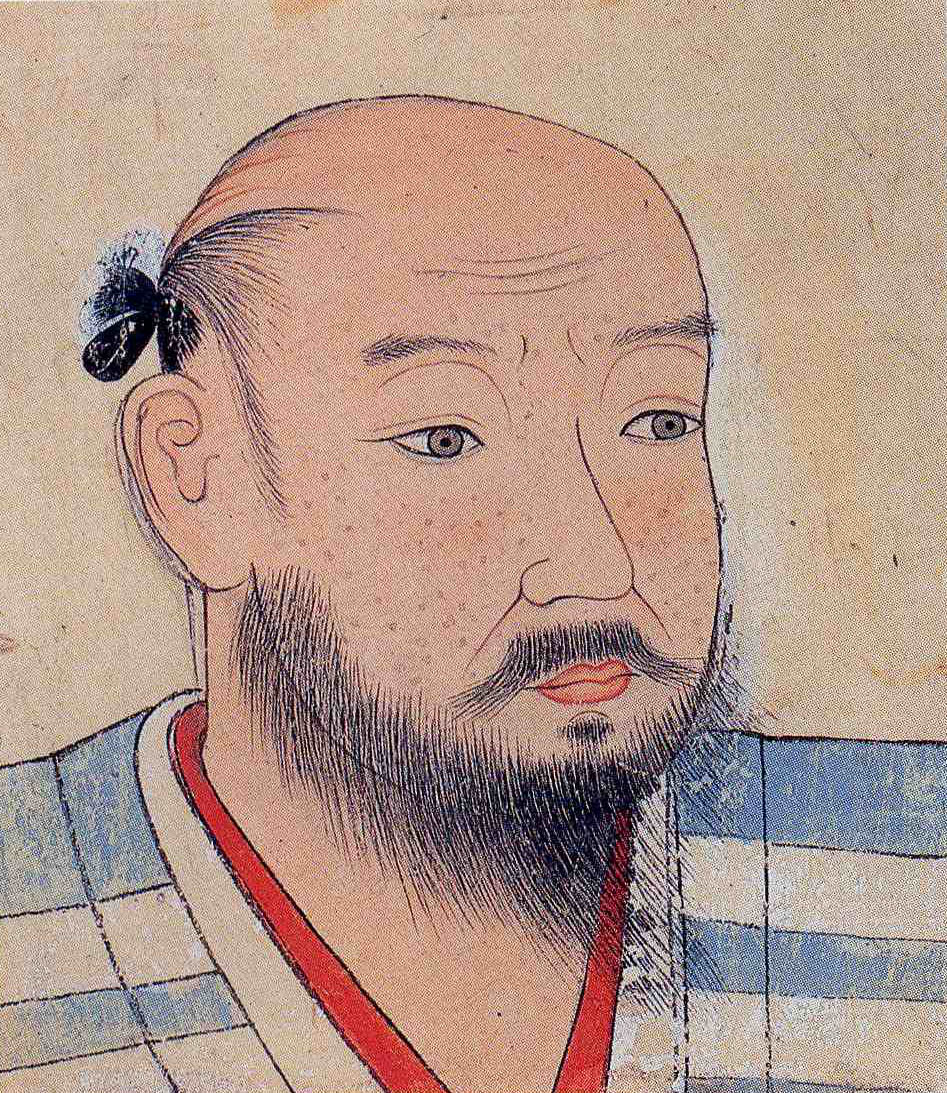
足利義輝像紙形（土佐光吉筆「土佐派絵画資料」より、京都市立芸術大学芸術資料館蔵）
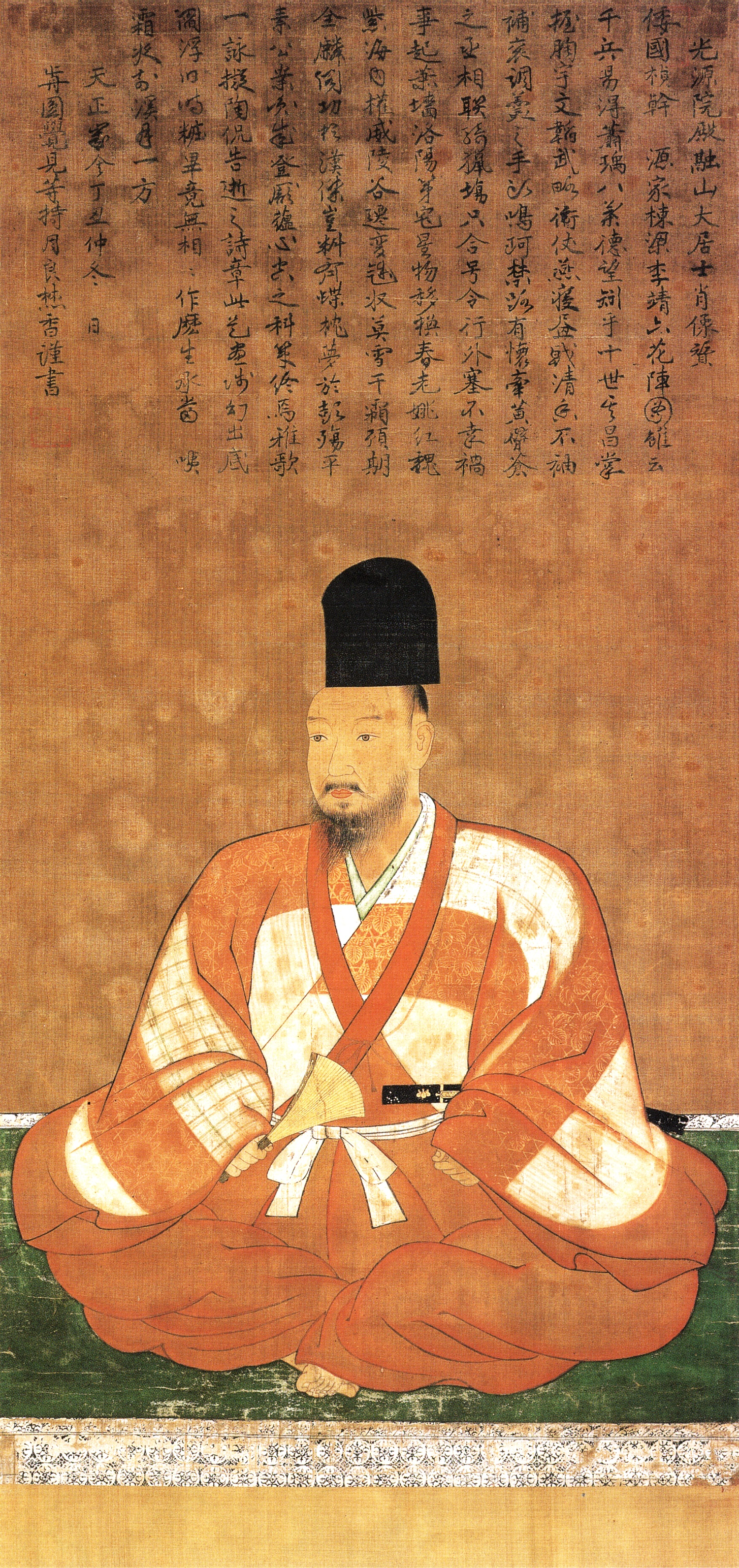
足利義輝像（土佐光吉筆、国立歴史民俗博物館蔵）
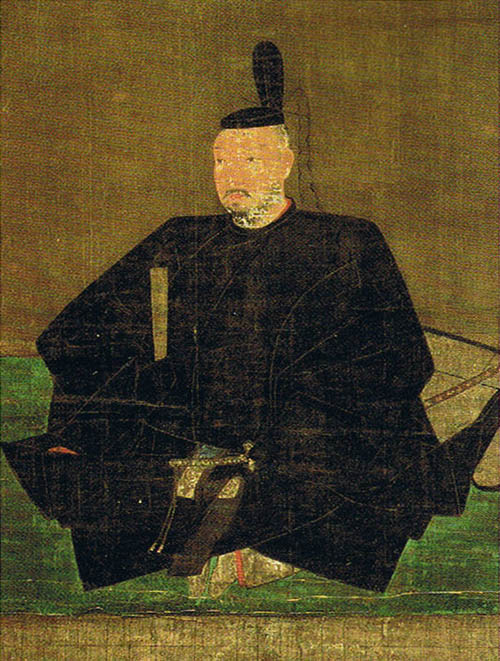
足利義輝像（土佐光吉筆、光源院蔵）
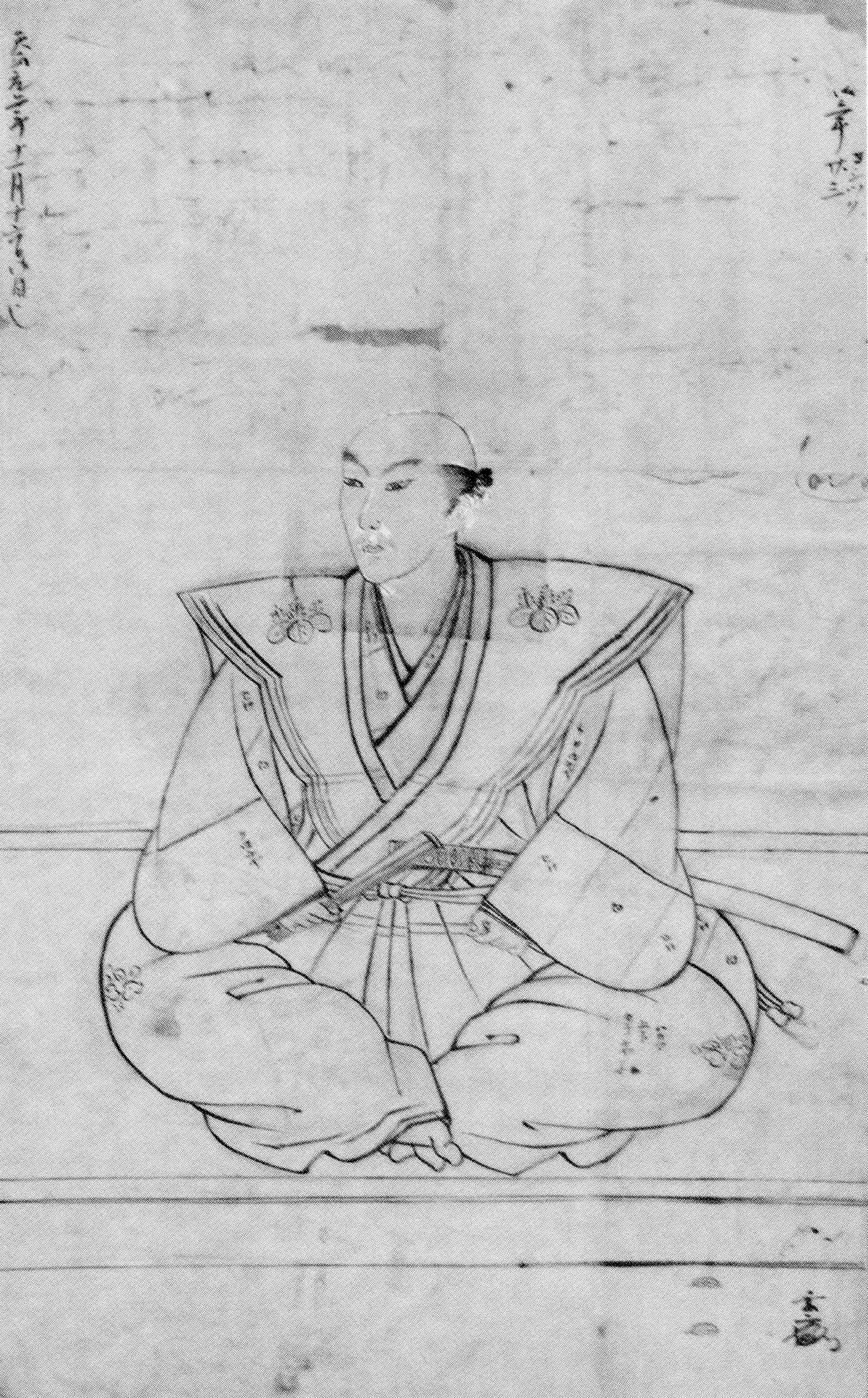
三好義継像（土佐光吉筆、京都市立芸術大学芸術資料館蔵）

## 参考資料
- 『世界の美術』 119 安土桃山時代の絵画、朝日新聞社〈週刊朝日百科 239〉、1980年。
- 出光美術館 編『土佐光吉没後400年記念 源氏絵と伊勢絵 描かれた恋物語』出光美術館、2013年。 NCID BB12486352。
- 江村知子『日本の美術』 543 土佐光吉と近世やまと絵の系譜、ぎょうせい、2011年。ISBN 978-4-324-08963-7。
- 宮島新一『日本の美術』 247 土佐光信と土佐派の系譜、至文堂、1986年。NDLJP:7962404。